# Krättenweber

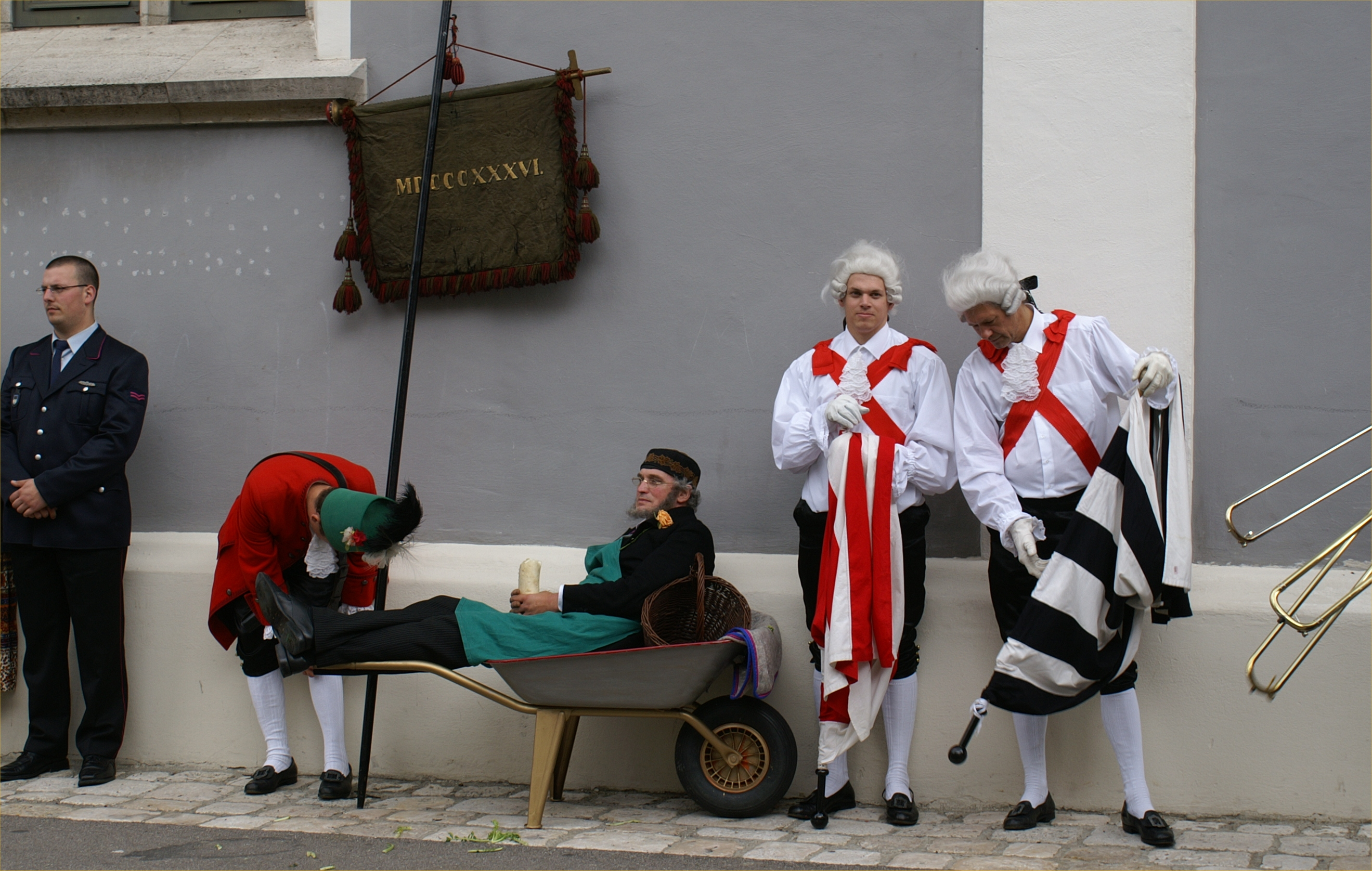
Der „Krättenweber“ bei einer Vesperpause in seiner Schubkarre beim traditionellen Fischerstechen-Festzug durch Ulm

Jakob Weber, bekannt als „Krättenweber“ – auch: „Krettenweber“, „Krettaweber“ oder „Krättaweber“ – (* 3. November 1858 in Donnstetten oder Gruorn; † 4. Februar 1920 in Ulm) war ein Gemüse- und Antiquitätenhändler und wurde als schwäbisches Stadtoriginal in Ulm zur Legende.
Weber, ein hagerer, stets akkurat gekleideter Mann, trug neben seiner grünen Schürze immer einen Korb (= schwäbisch: Krätten, war jedoch selbst kein Korbflechter) bei sich, in dem er Gemüse und später versteckte Antiquitäten transportierte. Bekannt wurde er allerdings nicht durch seinen berüchtigten Antiquitätenhandel, sondern durch eine nahezu unendliche Sammlung an deftigen Schimpfworten (»Graabalaos! Krauthur! Fuuzguck! Hiiradibbl!«), die er bedenkenlos und lautstark einsetzte. Häufig geriet er deshalb auch mit der Polizei in Konflikt, die dann Objekt seiner Schimpftiraden wurde. Der Verein Alt-Ulm finanzierte dem völlig verarmt Verstorbenen eine Grabstätte auf dem Ulmer Neuen Friedhof.
Beim traditionellen Ulmer Fischerstechen, bei dem je zwei Kontrahenten in schmalen Booten aufeinander zufahren und sich gegenseitig mit Speeren ins Wasser zu stoßen versuchen, gehören der „Krättenweber“ – und als sein Kontrahent die „Bollezei“ (Polizei) – ebenso wie andere historische oder legendäre Gestalten (Wallenstein, Türkenlouis, Ulmer Spatz, Ulmer Schneider) zu den kostümierten Figuren, die am Stechen teilnehmen.